# Eudule austria
Eudule austria är en fjärilsart som beskrevs av J. Peter Maassen 1890. Eudule austria ingår i släktet Eudule och familjen mätare. Inga underarter finns listade i Catalogue of Life.